# Rhizophagus rufus
Rhizophagus rufus is een keversoort uit de familie kerkhofkevers (Monotomidae). De wetenschappelijke naam van de soort werd in 1830 gepubliceerd door James Francis Stephens.